# War and Peace: 1796–1815
Pour les articles homonymes, voir Guerre et Paix (homonymie).
War and Peace: 1796–1815 est un jeu vidéo de stratégie en temps réel, développé et publié par Microïds le 29 août 2002 en Amérique du Nord et le 21 novembre 2002 en Europe.

## Système de jeu
Dans War and Peace, six nations sont jouables et cela durant l'époque napoléonienne. Vous pourrez contrôler la France, l'Angleterre, la Prusse, l'Autriche, la Russie et l'Empire ottoman.
La grande particularité de War and Peace est que le monde est presque entièrement représenté mis à part l'Asie et l'Antarctique.
Chaque nation dispose de trois unités d'infanterie, trois unités de cavalerie, trois unités d'artillerie. Il y a également quatre unités maritimes et la possibilité de disposer d'une milice et d'un espion.
Les grandes villes du monde sont présentes telles que Paris, Metz, Lille, Goa, Le Caire, Mexico, Graz, Vienne, Berlin…

## Accueil
| War and Peace       |      |       |
| Média               | Pays | Notes |
| Jeux vidéo Magazine | FR   | 11/20 |
| Jeuxvideo.com       | FR   | 13/20 |
| Joystick            | FR   | 7/10  |
| PC Gamer UK         | GB   | 66 %  |